# Kvam, Innlandet
Kvam är en tätort i Nord-Frons kommun i Innlandet fylke i Norge.